# Stibaera thyatiroides
Stibaera thyatiroides är en fjärilsart som beskrevs av Barnes och Benjamin 1924. Stibaera thyatiroides ingår i släktet Stibaera och familjen nattflyn. Inga underarter finns listade i Catalogue of Life.